# Margo Vliegenthart
Anne Margot (Margo) Vliegenthart (Utrecht, 18 juli 1958) is een Nederlandse voormalige politica en bestuurder.
Vliegenthart was een PvdA-politica die haar loopbaan begon als voorzitter van de Jonge Socialisten. In 1987 trad zij toe tot de PvdA-fractie in de Tweede Kamer, waar zij een van de bekendere gezichten van werd. Zij hield zich vooral bezig met onderwerpen op (jeugd)welzijnsgebied en op het terrein van vrouwenemancipatie.
Na vicefractievoorzitter te zijn geweest, werd zij in 1998 staatssecretaris voor Volksgezondheid, Welzijn en Sport in het kabinet-Kok II. Daar kreeg zij met de lastige problematiek van de wachtlijsten in de zorg te maken. Verder had zij sport in haar portefeuille.
Na de voor de PvdA teleurstellende verkiezingen van 2002 voor de Tweede Kamer trok zij zich uit de politiek terug. Van 2004 tot 2010 was zij onder andere kroonlid van de Sociaal-Economische Raad (SER) en van 2007 tot 2011 lid van het College financieel toezicht Bonaire, Sint Eustatius en Saba en het College financieel toezicht Curaçao en Sint Maarten. Zij trok zich terug om gezondheidsredenen, er was bij haar MS geconstateerd. 
Daarna werd zij benoemd tot voorzitter van de Werkgevers in de Sport (WOS).
- Parlement.com: vg09llp3rkzd